# 中央军事委员会
中国共产党和中华人民共和国中央军事委员会，通称中央军事委员会，简称中央军委、军委，是中国共产党和中华人民共和国武装力量最高军事领导机构的总称，包括以下两个机构：
- 中国共产党中央军事委员会
- 中华人民共和国中央军事委员会

1982年12月，中华人民共和国中央军事委员会（简称“国家中央军委”）成立后，中国共产党中央军事委员会（简称“中共中央军委”）和国家中央军委的组成人员基本相同，实际上是“一个机构两块牌子”。中共中央军委由中国共产党中央委员会产生或罢免。国家中央军委由全国人民代表大会产生或罢免，对全国人大及其常务委员会负责。对国家武装力量发布命令、授予军衔警衔、授予勋章奖章时一般以“中华人民共和国中央军事委员会”名义发布。

## 历史

### 建国前
1925年9月，鉴于中共从事军队工作的党员日趋增多，莫斯科东方大学归国学生王一飞向中共中央总书记陈独秀建议成立中央军事委员会，得到采纳。1925年9月28日至10月2日在北京召开的中共第四届中央执行委员会第二次扩大会议决定，成立中央军事部门即军事运动委员会。1925年12月，中共中央在上海召开了着重研究军事工作的十二月会议，会议修改后的《军事工作决议》（草案）第五条指出，“党中央下设军事部，军事部下设特派员，军事部内设组织和情报两个部门”。1925年12月12日中共中央发布通告，将军事运动委员会改为中央军事部，主要从事军事组织联络和情报工作。军事部由张国焘、王一飞和任弼时三位中央委员组成，张国焘兼任主任，任弼时长期主持团中央工作，王一飞成为实际负责人；颜昌颐、奚佐尧先后任技术书记。1926年11月上旬为准备上海工人武装起义，中共中央决定将中央军事部改为中央军事委员会兼上海区军事委员会，周恩来任书记。1926年11月16日上海区委单独成立军事委员会，中央军委仍然存在。四一二事件后，中央军委随中央机关于1927年5月下旬从上海迁到武汉，5月25日召开的中共中央政治局常委会将中央军事委员会改称中央军人部（仍习惯性称中央军事部），决定由周恩来任中央军事部部长，并主持成立特务工作处，其中情报股负责人为董醒吾（国民政府武汉侦缉大队队长）。7月下旬部长周恩来前往南昌领导武装起义，军事部由王一飞负责。
1927年9月底10月初，中央机关从武汉迁回上海后，军委人员也陆续到达上海。11月14日，在上海召开的中共临时中央政治局常委会议决定调整中央组织机构，不设部，而在中央临时政治局常委下设立组织局，由罗亦农、周恩来、李维汉三人组成，领导文书、交通、会计、组织、宣传、调查出版、分配、军事、特务等科和妇女运动委员会。周恩来分管军事和特务工作，其中军事科科长是李鸣珂，实际由周恩来负责。皖北暴动失败后，皖北特委委员刘仲华直接到上海，于1928年五、六月间“同霍步青、欧阳钦接上关系。”任弼时让刘仲华留在中央军委工作，先做交通接待，后做军事情报。1928年6月中共六大会议上的《军事工作决议案（草案）》规定：“中国共产党的一切军事工作都应集中于中国共产党中央军事部。各地应设立军事委员会，受地方党部之一般指导而工作，但于军事技术方面，则受中央军事部之指挥”“中央军事部的组织，除设军事委员会为讨论及建议机关外，并设参谋、组织、兵士、特务、交通五科执行一切工作。”1928年7月正式恢复设立“中央军事部”，杨殷（1928年7月20日至1929年8月24日）、周恩来先后任部长。1928年10月25日，中共中央颁布的《各级党部军事机关之组织大纲》，重申中央军事部设立军事委员会，作为就军事问题进行讨论和建议的机关。1930年2月中共中央政治局会议决定将中央军事部与军委合二为一，直属中央政治局，中央军委委员9人，周恩来、关向应、曾中生为常委。1930年-1931年刘伯承、曾中生、曾希圣、刘仲华等人一起“在中央军委直属小组过组织生活”。1931年1月15日，苏区中央局成立，同时成立（苏区）中央革命军事委员会，1931年6月改称中华苏维埃共和国中央革命军事委员会（简称“苏区中革军委”），负责指挥红军作战，朱德任主席。在上海的中央军事委员会不再直接指挥红军作战，而“主要负责国民党统治区的兵运、情报等军事工作及对苏区中革军委、各主力红军重大决策的指导”。1931年1月30日，中共中央政治局临时会议决定，中央军委委员为：周恩来、陈郁、温裕成、王云程、艾逸之、聂荣臻、陈赓(兼任谍报科科长)；曾希圣、刘仲华等为主要工作人员。顾顺章事件后，中央军委工作人员除了刘仲华，一个个先后撤到苏区，因为“在上海，顾顺章带着特务，搜查了我们几乎所有的机关，只剩下一个汽车行没有被搜查。这个联络点（汽车行）的负责人叫刘仲华，又名刘子华，是军委机关搞情报和联络工作的。在艰苦复杂的白区地下斗争中，他的表现很好，工作是有成绩的。”王世英在西安找不到党组织，却意外得知了刘仲华的上海通讯处，于1931年秋赶到上海，与刘仲华接上了头；王世英成为刘仲华的助手。中央军委在西安的代表王佑民劝说已经脱党的王超北去上海接受中央的培训，王超北到上海后由王世英短期情报训练教育后，王超北做为中央军委的陕甘特派员返回西安，发展了杨虎城卫士营营长张汉民。1931年9月22日，中共临时中央政治局（简称临时中央）成立，博古负总责，临时中央领导下的中央军事委员会“主要负责指导白区军事斗争，开展情报、联络工作，进行对国民党军的兵运工作，向苏区派遣干部和提供药品、器材等”。原中央军委书记周恩来、代理书记李富春以及军委参谋长聂荣臻相继于1931年12月从上海去中央苏区，陈赓赴鄂豫皖苏区。上海的中央军事委员会增补李超时、武胡景、洪易、柯庆施为委员。1931年12月，中共中央决定任命中共哈尔滨市委书记武胡景（武怀让、吴福晋）为中共临时中央军委负责人，1932年1月，武胡景与侯志奉调来到上海上任。主要助手为柯庆施，情报工作负责人是刘仲华后为王世英。此后在上海的军委工作人员靖任秋、王世英、王佑（右）民、王超北、张汉民、卢志英、朱军、谢甫生、刘秉琳、刘仲容、武志平等与其上线领导武胡景、柯庆施、刘仲华一样，大都与冯玉祥西北军颇有渊源，都是李大钊在西北军中布置的红色人员。
1933年1月，中共临时中央政治局撤离上海，迁往中央苏区，同时在上海成立中共上海中央局，继续领导国民党统治区的工作。上海的中共中央军委改为上海中央局军委，负责兵运和情报工作。
1936年12月，工农红军第一、第二、第四方面军会师后，毛泽东任主席。
1945年中共七大以后，于8月成立了新的“中共中央军事委员会”，毛泽东任主席。1949年初，中共中央军事委员会改称“中国人民革命军事委员会”。

### 建国初期
1949年10月，中华人民共和国成立，根据《中华人民共和国中央人民政府组织法》的规定，成立中央人民政府人民革命军事委员会，实行集体领导体制，统一管辖和指挥中国人民解放军及其他武装力量。
1954年9月15日至28日，第一届全国人民代表大会通过了中华人民共和国第一部《宪法》，规定中华人民共和国主席统率全国武装力量、担任国防委员会主席，设立中华人民共和国国防委员会作为军事参议机关。1954年9月28日，中共中央政治局决定在中央政治局和中央书记处之下成立中共中央军事委员会，领导中国人民解放军和其他武装力量。在实践中，中共中央军委拥有了宪法赋予国家主席及国务院的对武装力量的领导权，国家主席领导的国防委员会也被架空。1975年1月17日第四届全国人民代表大会第一次会议通过《中华人民共和国宪法》，缺位多年的国家主席职务与其领导的国防委员会被撤消，其中第十五条规定：“中国人民解放军和民兵是中国共产党领导的工农子弟兵，是各族人民的武装力量。”“中国共产党中央委员会主席统率全国武装力量。”1978年3月5日中华人民共和国第五届全国人民代表大会第一次会议通过《中华人民共和国宪法》，其中第十九条规定：“中华人民共和国武装力量由中国共产党中央委员会主席统率。”

### 改革开放后
中共十一届三中全会以后，随着“发展社会主义民主，健全社会主义法制，改革和完善党和国家领导制度”的要求，宪法面临重大修改。自从1980年9月中共中央向第五届全国人民代表大会第三次会议提出修改宪法和成立宪法修改委员会的建议后，直至1981年底，宪法修改委员会秘书处为了起草宪法草案初稿及讨论稿，曾多次召开座谈会，并向各地广泛征求对修改1978年宪法中“国家机构”部分的意见。当时较为一致的意见是，应由中华人民共和国主席统率武装力量。宪法修改委员会秘书处根据普遍要求，曾经在宪法修改草案讨论稿中规定：“中华人民共和国主席统率全国武装力量，担任国防委员会主席；中华人民共和国主席根据全国人大及其常委会的决定，任免国防委员会副主席、委员及解放军三总部负责人；国务院领导武装力量的建设。”讨论稿又曾规定，中华人民共和国主席“不干涉政府工作，不承担行政责任”。但在征求意见的过程中，这些规定引发了许多不同意见。
1980年，中共中央刚决定修改宪法时，便有群众致信宪法修改委员会秘书处，建议将中共中央军委划给国家，成立国家的中央军事委员会。在宪法草案讨论中，有人曾经建议，如果要重新设立国防委员会，可否考虑与中共中央军委统一，在中国共产党内部是中共中央军委，在国家体制上是国防委员会。1982年3月11日宪法修改委员会第二次会议及1982年3月12日全国政协常委宪法草案（讨论稿）座谈会上，“程思远建议，把党的中央军事委员会改为国家机构，由国家主席兼任军委主席。他还提出，为保证国家的长治久安，必须注意三个平衡，即军事和政治的平衡、立法和行政的平衡、军政和军令的平衡。其中，国防部与军事委员会之间的关系就是军政与军令的关系，军政是军事行政权的运用，军令是军事统率权的运用，军政与军令应当分开。”
在广泛听取意见的基础上，1982年春，中共中央作出决策：设立中华人民共和国中央军事委员会，领导全国武装力量。1982年4月初，该决策被写入宪法修改草案的修改稿。1982年4月22日，宪法修改委员会副主任委员彭真在第五届全国人大常委会第23次会议上作《关于中华人民共和国宪法修改草案的说明》时说：这么做“就明确了军队在国家体制中的地位，有利于加强武装力量的革命化、现代化、正规化的建设，同时也便于应付当前世界动荡不定的局势。”1982年4月27日，全国人大常委会公布宪法修改草案，交全民讨论。
该决策引发了国际国内的震动。在军队内部，也存在设立中华人民共和国中央军事委员会是否是要改变中国共产党对军队的绝对领导的原则的疑问。1982年4月上旬，军队一定范围的负责人在座谈宪法修改草案讨论稿时提出，讨论稿中关于军事制度的规定较以前的宪法发生重大变化，需在军队内部下发解释性文件，统一全军思想。为此，经中共中央决定，以中共中央的名义迅速向全军发出彭真起草的《关于宪法修改草案规定设立中央军事委员会的通知》，在军内逐级传达。该通知说明，设立国家的中央军委，并不是削弱乃至取消中国共产党对军队的领导，在国家的中央军委成立后，党的中央军委仍作为党中央的军事领导机关直接领导军队，党的中央军委主席将经过全国人大选举出任国家的中央军委主席，党的中央军委和国家的中央军委实际上将是“一个机构两块牌子”，更便于领导和指挥军队。通知还说，宪法修改草案规定国家的中央军委领导全国武装力量，实行主席负责制，这说明是由国家的中央军委主席而不是国家主席统率全国武装力量，国家主席作为虚位元首不负责任何具体事务。宪法修改草案规定国务院领导和管理国防建设事业，所以国务院仍将设国防部，主管除国防工业生产外的国防建设，国防部的工作实际上也将在党的中央军委直接领导下开展。
在4个月的讨论中，宪法修改委员会听取了各方面意见，认为党对军队的领导不必在条文中再行规定、国家的中央军委的任期与全国人大相同、中央军委主席的任期不宜限制、中央军委主席不宜向全国人大及其常委会报告工作、用含义更广的“领导”一词取代“统率”。宪法修改委员会秘书处认为：中央军事委员会应作为宪法中单独的一节；针对中央军事委员会是否要制定组织法的争论，可将原来分散在国家机构各节的规定综合成“全国人民代表大会和全国人民代表大会常务委员会以及其他国家机关的组织由法律规定”，以便将来处理，同时在条文中规定中央军事委员会的组成。1982年10月14日，彭真专门写信向中共中央总书记胡耀邦、中共中央军委主席邓小平汇报了上述几条决定，这些决定在此后的讨论中又略有改动。
1982年12月4日，第五届全国人民代表大会第五次会议通过《中华人民共和国宪法》，其中第三章“国家机构”下有第四节“中央军事委员会”，即正式设立“中央军事委员会”。这是中央军委历史上第三次成为中共中央和国家政权的共同职能机构。
1982年中共十二大通过的党章，首次提及了中央军事委员会，规定中央军事委员会对中国共产党中央委员会负责。1982年12月，五届人大五次会议上通过了八二宪法，其中规定，中华人民共和国设立中央军事委员会统帅全国武装力量，由主席、副主席、委员若干人组成，实行主席负责制。这一体制实行至今。
2015年12月至2016年1月，时任中央军委主席习近平领导的全面实施改革强军战略，在军委机关调整组建层面上，撤销原总参谋部、总政治部、总后勤部、总装备部等4个总部，改为7个部（厅）、3个委员会、5个直属机构共15个职能部门，即军委办公厅、军委联合参谋部、军委政治工作部、军委后勤保障部、军委装备发展部、军委训练管理部、军委国防动员部、军委纪委、军委政法委、军委科技委、军委战略规划办公室、军委改革和编制办公室、军委国际军事合作办公室、军委审计署、军委机关事务管理总局。

## 职责
根据《中华人民共和国国防法》第十三条，中央军事委员会行使下列职权：
1. 统一指挥全国武装力量；
2. 决定军事战略和武装力量的作战方针；
3. 领导和管理中国人民解放军、中国人民武装警察部队的建设，制定规划、计划并组织实施；
4. 向全国人民代表大会或者全国人民代表大会常务委员会提出议案；
5. 根据宪法和法律，制定军事法规，发布决定和命令；
6. 决定中国人民解放军，中国人民武装警察部队的体制和编制，规定中央军事委员会机关部门、战区、军兵种和中国人民武装警察部队等单位的任务和职责；
7. 依照法律、军事法规的规定，任免、培训、考核和奖惩武装力量成员；
8. 决定武装力量的武器装备体制，制定武器装备发展规划、计划，协同国务院领导和管理国防科研生产；
9. 会同国务院管理国防经费和国防资产；
10. 领导和管理人民武装动员、预备役工作；
11. 组织开展国际军事交流与合作；
12. 法律规定的其他职权。

## 机构设置
深化国防和军队改革后，当前中央军委设置15个职能部门（含10个军委机关部委、5个军委直属机构），1个军委联指中心，5个战区，8个军兵种（含4个军种、4个兵种），3个军委直属单位（院校和科研机构），武警部队。以下机构按现行官方排序列出，除另有注明外皆为正战区级。
中央军事委员会现设置下列机构：

### 军委机关各部委
- 中央军事委员会办公厅（副戰區級）
- 中央军事委员会联合参谋部
- 中央军事委员会政治工作部
- 中央军事委员会后勤保障部（副戰區級）
- 中央军事委员会装备发展部（副戰區級）
- 中央军事委员会训练管理部（副戰區級）
- 中央军事委员会国防动员部（副戰區級）
- 中央军事委员会纪律检查委员会（中央军事委员会监察委员会）
- 中央军事委员会政法委员会（副戰區級）
- 中央军事委员会科学技术委员会（副戰區級）

### 军委各直属机构
- 中央军事委员会战略规划办公室（正軍級）
- 中央军事委员会改革和编制办公室（正軍級）
- 中央军事委员会国际军事合作办公室（正軍級）
- 中央军事委员会审计署（正軍級）
- 中央军事委员会机关事务管理总局（正軍級）

### 军委联指中心
- 中央軍事委員會聯合作戰指揮中心

### 各战区
- 中国人民解放军东部战区
- 中国人民解放军南部战区
- 中国人民解放军西部战区
- 中国人民解放军北部战区
- 中国人民解放军中部战区

### 各军兵种
- 中国人民解放军陆军
- 中国人民解放军海军
- 中国人民解放军空军
- 中国人民解放军火箭军
- 中国人民解放军军事航天部队（副戰區級）
- 中国人民解放军网络空间部队（副戰區級）
- 中国人民解放军信息支援部队（副戰區級）
- 中国人民解放军联勤保障部队（副戰區級）

### 军委各直属单位
- 中国人民解放军军事科学院（副戰區級）
- 中国人民解放军国防大学（副戰區級）
- 中国人民解放军国防科技大学（正軍級）

### 武警部队
- 中国人民武装警察部队

## 人员编制

### 现任领导
| 机构或职务 | 组成人员或主官                                          |
| 中国共产党第二十届中央军事委员会                                                                                 | 中国共产党第二十届中央军事委员会                        |
| --- | ------------------------------------------------------- |
| 主席 | 习近平                                                  |
| 副主席 | 张又侠 陆军上将、何卫东 陆军上将                        |
| 委员 | 刘振立 陆军上将、张升民 火箭军上将                      |
| 中华人民共和国第十四届中央军事委员会                                                                             |                                                         |
| 主席 | 习近平                                                  |
| 副主席 | 张又侠 陆军上将、何卫东 陆军上将                        |
| 委员 | 刘振立 陆军上将、张升民 火箭军上将                      |
| 中央军事委员会职能部门                                                                                           |                                                         |
| 中央军事委员会办公厅                                                                                             | 主 任：方永祥 陆军中将                                  |
| 中央军事委员会联合参谋部                                                                                         | 参 谋 长：刘振立 陆军上将                               |
| 中央军事委员会政治工作部                                                                                         | 主 任：暂缺                                             |
| 中央军事委员会后勤保障部                                                                                         | 部 长：张 林 陆军中将 政治委员：暂未公开                |
| 中央军事委员会装备发展部                                                                                         | 部 长：许学强 陆军上将 政治委员：暂未公开               |
| 中央军事委员会训练管理部                                                                                         | 部 长：王 鹏 陆军中将 政治委员：暂未公开                |
| 中央军事委员会国防动员部                                                                                         | 部 长：刘发庆 陆军中将 政治委员：王东海 陆军中将        |
| 中央军事委员会纪律检查委员会 （中央军事委员会监察委员会）                                                        | 书 记 主 任：张升民 火箭军上将                          |
| 中央军事委员会政法委员会                                                                                         | 书 记：王仁华 海军上将                                  |
| 中央军事委员会科学技术委员会                                                                                     | 主 任：赵晓哲 海军中将                                  |
| 中央军事委员会战略规划办公室                                                                                     | 主 任：沈方吾 陆军少将                                  |
| 中央军事委员会改革和编制办公室                                                                                   | 主 任：李鹏翼 陆军少将                                  |
| 中央军事委员会国际军事合作办公室                                                                                 | 主 任：李 斌 空军少将                                   |
| 中央军事委员会审计署                                                                                             | 审 计 长：孙 斌 陆军少将                                |
| 中央军事委员会机关事务管理总局                                                                                   | 局 长：刘长春 空军少将 政治委员：韩国启 空军少将        |
| 中央军委联合作战指挥中心                                                                                         |                                                         |
| 中央军委联合作战指挥中心                                                                                         | 总 指 挥：习近平 （中央军委主席兼）                     |
| 中国人民解放军战区                                                                                               |                                                         |
| 中国人民解放军东部战区                                                                                           | 司 令 员：林向阳 陆军上将 政治委员：刘青松 海军上将     |
| 中国人民解放军南部战区                                                                                           | 司 令 员：吴亚男 陆军上将 政治委员：王文全 陆军上将     |
| 中国人民解放军西部战区                                                                                           | 司 令 员：汪海江 陆军上将 政治委员：李凤彪 陆军上将     |
| 中国人民解放军北部战区                                                                                           | 司 令 员：黄 铭 陆军上将 政治委员：郑 璇 陆军上将       |
| 中国人民解放军中部战区                                                                                           | 司 令 员：暂未公开 政治委员：徐德清 陆军上将            |
| 中国人民解放军军种机关                                                                                           |                                                         |
| 中国人民解放军陆军                                                                                               | 司 令 员：李桥铭 陆军上将 政治委员：陈 辉 陆军上将      |
| 中国人民解放军海军                                                                                               | 司 令 员：胡中明 海军上将 政治委员：袁华智 海军上将     |
| 中国人民解放军空军                                                                                               | 司 令 员：常丁求 空军上将 政治委员：郭普校 空军上将     |
| 中国人民解放军火箭军                                                                                             | 司 令 员：王厚斌 火箭军上將 政治委员：徐西盛 火箭军上将 |
| 中央军事委员会直属兵种机关                                                                                       |                                                         |
| 中国人民解放军军事航天部队                                                                                       | 司 令 员：郝卫中 陆军中将 政治委员：暂缺                |
| 中国人民解放军网络空间部队                                                                                       | 司 令 员：张明华 陆军中将 政治委员：韩晓东 空军中将     |
| 中国人民解放军信息支援部队                                                                                       | 司 令 员：毕 毅 陆军中将 政治委员：李 伟 陆军上将       |
| 中国人民解放军联勤保障部队                                                                                       | 司 令 员：王抗平 空军中将 政治委员：高大光 海军中将     |
| 中央军事委员会直属院校和科研机构                                                                                 |                                                         |
| 中国人民解放军军事科学院                                                                                         | 院 长：杨学军 陆军上将 政治委员：凌焕新 陆军上将        |
| 中国人民解放军国防大学                                                                                           | 校 长：肖天亮 陆军上将 政治委员：郑 和 陆军上将         |
| 中国人民解放军国防科技大学                                                                                       | 校 长：黎 湘 陆军少将 政治委员：陈国强 空军中将         |
| 中国人民武装警察部队总部机关                                                                                     |                                                         |
| 中国人民武装警察部队                                                                                             | 司 令 员：王春宁 武警上将 政治委员：张红兵 武警上将     |
| 注：“暂未公开”系指人事调动期间新任人选尚未经公开报道之情形，若一职位长期处于该状态则可能说明该职位处于悬空状态。 |                                                         |

### 历任领导

#### 中共中央军委
- 中国共产党中央委员会军事部（1925年12月）
  - 部长：张国焘（1926年9月任命：周恩来）（1928年10月任命：杨殷）（1929年8月任命：周恩来）

中国共产党第六届中央军事委员会（1929年1月-1931年1月）[12]
  - 主任：杨殷（1929年8月任命：周恩来）（1930年2月裁撤此职位）
  - 书记：（1930年3月任命：关向应）（1930年8月任命：周恩来）
  - 委员：杨殷（1929年1月－8月）、周恩来、彭湃（1929年1月－8月）、颜昌颐（1929年1月－8月）、项英、关向应、曾中生、李硕勋（1929年8月－1930年2月）、彭干臣（1929年8月－1930年2月）、李超时（1929年8月－1930年2月）

中国共产党中央委员会军事部（1931年1月—11月）
  - 部长：周恩来（1931年6月任命：李富春）（1932年1月任命：武胡景）

中华苏维埃共和国中央革命军事委员会（1931年11月）
  - 主席：朱德（1933年5月代理：项英）
  - 副主席：王稼祥、彭德怀
  - 委员：朱德 王稼祥 彭德怀 林彪 谭震林 叶剑英 孔荷宠 周恩来 张国焘 邵式平 贺龙 毛泽东 徐向前 关向应 王盛荣（1933年5月增补：博古、项英）

中华苏维埃共和国中央革命军事委员会（1934年2月－1936年12月）
  - 主席：朱德
  - 副主席：周恩来、王稼祥（1935年6月增补：张国焘）
  - 主席团成员：（1936年10月增补：毛泽东、彭德怀、王稼祥、朱德、张国焘、陈昌浩）
  - 委员：（1935年6月增补：徐向前、陈昌浩）

中华苏维埃共和国西北革命军事委员会（1935年11月－1936年12月）
  - 主席：毛泽东
  - 副主席：周恩来、彭德怀
  - 委员：彭德怀、周恩来、王稼祥、聂洪钧、林彪、徐海东、程子华、郭洪涛（1936年4月增补：叶剑英、聂荣臻、刘志丹）

中华苏维埃共和国中央革命军事委员会（1936年12月－1937年8月）
  - 主席：毛泽东
  - 副主席：周恩来、 张国焘
  - 主席团成员：毛泽东、朱德、周恩来、张国焘、彭德怀、任弼时、贺龙
  - 委员：朱德、周恩来、张国焘、彭德怀、任弼时、贺龙、项英、林彪、王稼祥、徐海东、陈昌浩、刘伯承、关向应、叶剑英、陈毅、萧克、董振堂、聂荣臻、郭洪涛、张云逸、王维舟

中国共产党第七届中央革命军事委员会（1937年8月－1945年8月）
  - 主席：毛泽东
  - 副主席：朱德、周恩来、王稼祥（1938年11月－1945年8月）、刘少奇（1943年3月－1945年8月）
  - 委员：毛泽东、周恩来、朱德、彭德怀、任弼时（1937年8月－1938年3月）、叶剑英、张浩（1937年8月－1942年3月）、贺龙、刘伯承、徐向前、林彪、王稼祥（1938年11月－1945年8月）、刘少奇（1943年3月-1945年8月）

中国共产党第七届中央军事委员会（1945年8月－1949年9月）[13]
  - 主席：毛泽东
  - 副主席：朱德、刘少奇、周恩来、彭德怀
  - 委员：毛泽东、朱德、刘少奇、周恩来、彭德怀、陈毅、贺龙、林彪、叶剑英、聂荣臻、刘伯承、徐向前
  - 军委秘书长：杨尚昆

（1949年10月1日至1954年9月27日间中共中央不设最高军事领导机构，军事统率工作由中央人民政府人民革命军事委员会承担）

中国共产党中央军事委员会（1954年9月28日－1959年）
  - 主席：毛泽东
  - 委员：朱德、彭德怀（主持军委日常工作）、林彪、刘伯承、贺龙、陈毅、邓小平、罗荣桓、徐向前、聂荣臻、叶剑英。1956年11月20日增补10人：黄克诚、粟裕、陈赓、谭政、萧劲光、王树声、许光达、萧华、刘亚楼、洪学智。
  - 秘书长（1954年9月30日增设）：黄克诚（副总参谋长兼总后部长、政委）协助彭德怀主持军委日常工作，1959年8月调离。
  - 副秘书长（1954年9月30日增设）：萧向荣（军委办公厅主任）

中国共产党第八届中央军事委员会（八届八中全会后，1959年9月26日－1969年）
  - 主席：毛泽东
  - 副主席：林彪（主持工作）、贺龙（1962年3月全军编制装备会议后暂代主持军委工作，1963年9月27日中央政治局常委扩大会议正式决定主持军委工作至1965年12月）、聂荣臻。1966年1月8日增补：陈毅、刘伯承、徐向前、叶剑英。
  - 常务委员：毛泽东、林彪、贺龙、聂荣臻、陈毅、刘伯承、徐向前、叶剑英、朱德、邓小平、罗荣桓（1963年逝世）、罗瑞卿（1965年12月被调离）、谭政（1961年1月被撤职）。1967年3月增补常委：谢富治、萧华、杨成武、粟裕。
  - 委员：毛泽东、林彪、贺龙、聂荣臻、陈毅、刘伯承、徐向前、叶剑英、朱德、邓小平、罗荣桓、罗瑞卿、谭政、粟裕、陈赓、萧劲光、王树声、许光达、萧华、刘亚楼、苏振华。1967年3月增补委员：谢富治、杨成武
  - 秘书长：罗瑞卿（总参谋长，1959年9月-1965年12月）。叶剑英（1966年5月23日兼任军委秘书长，主持军委日常工作）
  - 副秘书长：苏振华、萧向荣（军委办公厅主任，1965年11月被免职）。1959年10月增补萧华，1965年6月增补杨成武，1966年3月增补了王新亭。
  - 军委办公会议（1959年10月20日-1966年6月13日），负责处理军队的日常工作和军队各大单位的请示报告、审议军队高级干部任免事项：罗瑞卿（办公会议主持人）、谭政、杨成武（军委副秘书长兼副总参谋长、1965年12月后为代总参谋长）、萧华（军委副秘书长，1960年10月后为总政治部主任）、邱会作、萧向荣（军委副秘书长，1965年11月去职）。1960年5月增补了张爱萍。1960年10月的军委扩大会议后谭政退出。
  - 军委常务班子：1966年10月，林彪指示由叶剑英、萧华、杨成武3人组成军委常务班子，处理军队各项工作。
  - 军委常务会议（1966年6月14日叶剑英报请毛泽东、周恩来批准成立）
  - 军委看守小组（1967年8月17日周恩来主持中央文革小组碰头会决定设立）：吴法宪牵头，叶群、邱会作、张秀川参加的四人小组。负责驻京各机关、部队的文革工作，讨论的事项向未在京的杨成武报告。
  - 军委办事组（1967年9月24日成立，实际行使军委办公会议职权）：组长杨成武（1967年9月24日-1968年3月22日），副组长吴法宪，成员叶群（林彪的联络员）、邱会作、张秀川。原为在军委政工组成立前，负责驻京各机关、部队的文革工作。毛泽东于1967年10月28日批示：“刚成立又取消，恐怕不妥”。又增加了李作鹏。1967年10月增加李天焕（第二炮兵政委）、刘锦平（民航总局政委）。1968年3月23日黄永胜入京接任军委办事组组长，副组长吴法宪，成员李作鹏、邱会作。1968年3月28日，毛泽东决定以军委办事组代替军委常委会，指示增加刘贤权。李天焕、刘锦平不再参加办事组。1968年11月18日中央文革增补谢富治、温玉成。1969年1月增加李天佑。

中国共产党第九届中央军事委员会（1969年4月28日－1973年）
  - 主席：毛泽东
  - 副主席：林彪（至1971年9月13日）、刘伯承、陈毅（至1972年逝世）、徐向前、聂荣臻、叶剑英（1971年9月开始主持军委日常工作）
  - 不设军委常委会。
  - 委员（共49人）：毛泽东、林彪、刘伯承、陈毅、徐向前、聂荣臻、叶剑英、丁盛、王秉璋、王树声、王效禹、王辉球、韦国清、叶群、皮定均、刘丰、刘兴元、刘贤权、许世友、陈士榘、陈先瑞、陈锡联、李天佑、李作鹏、李雪峰、李德生、吴法宪、张达志、张池明、张国华、张春桥、邱会作、杨得志、杜平、萧劲光、郑维山、冼恒汉、袁升平、梁兴初、黄永胜、曾绍山、曾思玉、彭绍辉、韩先楚、粟裕、温玉成、谢富治、谭甫仁、潘复生
  - 军委办事组（1969年4月28日至1971年9月13日）：组长黄永胜，副组长吴法宪，成员（按姓氏笔画为序）：叶群、刘贤权、李天佑、李作鹏、李德生、邱会作、温玉成、谢富治。1971年4月，毛泽东派纪登奎、张才千参加军委办事组，“掺沙子”。1971年5月毛泽东派李先念参加军委办事组。
  - 军委办公会议（1971年10月4日-1973年，共10人）：叶剑英（主持）、李先念、李德胜、谢富治（1972年3月去世）、张春桥、纪登奎、汪东兴、陈士榘、张才千、刘贤权。1973年1月增加了王洪文。其中李先念、纪登奎、汪东兴、张才千、王洪文等5人一直没有增补为军委委员。

中国共产党第十届中央军事委员会（1973年8月－1977年）
  - 主席：毛泽东。1976年10月7日中央政治局决定华国锋任军委主席。
  - 1973年8月中共十大后未明确设立军委副主席，一般认为九大的军委副主席刘伯承、徐向前[14]、聂荣臻[15]、叶剑英[16]继续在任军委副主席，九大的军委委员继续在任军委委员。1973年12月增补邓小平为军委委员。1975年1月的十届二中全会任命国务院第一副总理、总参谋长邓小平为中共中央副主席、中央军委副主席。1977年7月十届三中全会恢复了邓小平的军委副主席兼总参谋长职务。
  - 1973年8月29日、9月6日主持军委日常工作的叶剑英两次向中央提交军委委员名单，均未予讨论、表决、通过。有观点认为，第十届中央军委实际上没有委员。[17]
  - 军委办公会议（1973年8月-1975年2月5日）：叶剑英（主持）、王洪文、李先念、李德胜、张春桥、纪登奎、汪东兴、陈士榘、张才千、刘贤权等10人。但从1973年8月至1973年12月底，军委办公会议没有召开正式会议。[17]
  - 军委六人小组（1974年1月中央政治局决定成立军委六人小组，负责“讨论处理军委的大事及紧急作战事项”，实际上取代了军委办公会议，同时规定六人小组对外不行文，一律以中央军委名义开展工作）：叶剑英（牵头），王洪文、张春桥、邓小平、陈锡联、苏振华参加。六人小组主持指挥了西沙海战。
  - 军委常务委员会（1975年2月5日-）：毛泽东、叶剑英（军委常委会主持人）、王洪文、邓小平、张春桥、刘伯承、陈锡联、汪东兴、苏振华、徐向前、聂荣臻、粟裕等11人，王洪文、汪东兴、苏振华也同时成为军委委员。同时决定，第一副总长杨成武、总政第一副主任梁必业、总后党委第一书记张宗逊、军委办公厅主任胡炜列表军委常委会。同月增补李先念、王震为军委常委。1976年1月2日毛泽东停止叶剑英主持军委日常工作、指派由军委常委陈锡联负责。1977年3月7日恢复由叶剑英主持军委工作。

中国共产党第十一届中央军事委员会（1977年8月19日－1982年）
  - 主席：華國鋒。1981年6月底十一届六中全会改选主席鄧小平
  - 副主席：叶剑英、邓小平、刘伯承、徐向前、聂荣臻
  - 常務委員：华国锋、叶剑英、邓小平、刘伯承、徐向前、聂荣臻、李先念、汪东兴、陈锡联、韦国清、苏振华、张廷发、粟裕、罗瑞卿。第一副总长杨勇、总政第一副主任梁必业、总后部长张震列席常委会议。1978年3月增补王震，1979年1月10日增补耿飚。1980年1月增补许世友、杨得志、韩先楚、杨勇、王平。 1981年7月10日增补杨尚昆。
  - 委員：华国锋、叶剑英、邓小平、刘伯承、徐向前、聂荣臻、李先念、汪东兴、陈锡联、韦国清、苏振华、张廷发、粟裕、罗瑞卿、杨勇、梁必业、张震、王平、王诤、王震、王必成、王尚荣、王建安、邓华、孔石泉、甘渭汉、吕正操、刘震、刘志坚、许世友、杜义德、杨成武、杨得志、李水清、李志民、李德生、李聚奎、李耀文、萧华、萧克、萧劲光、萧望东、吴克华、宋时轮、宋承志、张才千、张爱萍、陈先瑞、陈再道、陈鹤桥、金如柏、洪学智、秦基伟、聂凤智、徐立清、郭林祥、高厚良、唐亮、黄新廷、韩先楚、曾思玉、廖汉生、谭善和，1979年1月增补耿飚、杨尚昆。
  - 秘書長：羅瑞卿。1979年1月10日任命耿飚。1981年7月10日任命杨尚昆。
  - 军委办公会议（1979年11月4日在军委常委领导下，负责处理军委日常工作）：耿飙（会议主持人）、韦国清、杨勇、王平、王尚荣、梁必业、洪学智、萧洪达（军委办公厅主任）。后增补杨得志。

中国共产党第十二届中央军事委员会（1982年9月12日－1987年）
  - 主席：鄧小平
  - 副主席：叶剑英（至1985年9月四中全会同意其不再担任[18]）、徐向前、聂荣臻、杨尚昆（常务副主席）
  - 不设军委常委
  - 秘書長：楊尚昆（兼）
  - 副秘书长（1983年起任中华人民共和国中央军委委员）：余秋里、杨得志、张爱萍、洪学智
  - 由秘书长、副秘书长组成军委常务会议，处理军委日常工作。

中国共产党第十三届中央军事委员会（1987年－1992年）
  - 主席：鄧小平（五中全会補選：江泽民[19][20]）
  - 第一副主席：赵紫阳（至1989年6月四中全会撤销职务[21]）、常务副主席：楊尚昆
  - 五中全会决定：第一副主席：楊尚昆、副主席：刘华清[22]）
  - 秘書長：楊尚昆（兼），後任命秘書長：杨白冰
  - 副秘書長：洪学智、刘华清（兼）
  - 1988年起任的中华人民共和国中央军委委员：洪学智、刘华清、秦基伟、迟浩田、杨白冰、赵南起

中国共产党第十四届中央军事委员会（1992年－1997年）
  - 主席：江泽民
  - 副主席：刘华清、张震（五中全会增補：张万年[23]、遲浩田[23]）
  - 委員：迟浩田、张万年、于永波、傅全有（五中全会增補：王克[23]、王瑞林[23]）（中共中央军委自十四大起不再設秘書長）

中国共产党第十五届中央军事委员会（1997年－2002年）
  - 主席：江泽民
  - 副主席：张万年、迟浩田（四中全会增補：胡锦涛[24]）
  - 委員：傅全有、于永波、王克、王瑞林、曹刚川（四中全会增補：郭伯雄[24]、徐才厚[24]）

中国共产党第十六届中央军事委员会（2002年－2007年）
  - 主席：江泽民（四中全会补选：胡锦涛）[25]
  - 副主席：胡錦濤、郭伯雄、曹刚川（四中全会增补：徐才厚[25]）
  - 委員：徐才厚、梁光烈、李继耐、廖锡龙（四中全会增補：陈炳德、张定发、乔清晨、靖志远）[26]

中国共产党第十七届中央军事委员会（2007年－2012年）
  - 主席：胡锦涛
  - 副主席：郭伯雄、徐才厚（五中全会增补：习近平[27]）（七中全会增补：范长龙、许其亮）[28]
  - 委员：梁光烈、陈炳德、李继耐、廖锡龙、常万全、靖志远、吴胜利、许其亮

中国共产党第十八届中央军事委员会（2012年-2017年）[29]
  - 主席：习近平
  - 副主席：范长龙、许其亮
  - 委员：常万全、房峰辉、张阳、赵克石、张又侠、吴胜利、马晓天、魏凤和

中国共产党第十九届中央军事委员会（2017年－2022年）
  - 主席：习近平
  - 副主席：许其亮、张又侠
  - 委员：魏凤和、李作成、苗华、张升民

中国共产党第二十届中央军事委员会（2022年－2027年）
  - 主席：习近平
  - 副主席：张又侠、何卫东
  - 委员：李尚福（至2024年6月）、刘振立、苗华（至2025年6月）、张升民

#### 国家中央军委
- 中央人民政府人民革命军事委员会（1949年10月1日－1954年9月27日）
  - 主席：毛泽东（1949年10月1日中央人民政府委员会第一次会议通过任命）
  - 副主席：朱德、刘少奇、周恩来、彭德怀、程潜（1949年10月19日中央人民政府委员会第三次会议通过任命）。后增补副主席：林彪、高岗（1951年11月5日中央人民政府委员会第13次会议通过任命）；刘伯承、贺龙、陈毅、罗荣桓、徐向前、聂荣臻、叶剑英（1954年6月19日中央人民政府委员会第32次会议通过任命）
  - 委员：贺龙、刘伯承、陈毅、林彪、徐向前、叶剑英、聂荣臻、高岗、粟裕、张云逸、邓小平、李先念、饶漱石、邓子恢、习仲勋、罗瑞卿、萨镇冰、张治中、傅作义、蔡廷锴、龙云、刘斐（1949年10月19日中央人民政府委员会第三次会议通过任命）。后增补委员：徐海东（1954年6月19日中央人民政府委员会第32次会议通过任命）
  - 主持军委日常工作：周恩来（1949年10月-1952年7月）、彭德怀（1952年7月19日-1954年9月)

中华人民共和国第一屆国防委员会（1954年－1959年）
  - 主席：毛泽东
  - 副主席：朱德、彭德怀、林彪、刘伯承、贺龙、陈毅、邓小平、罗荣桓、徐向前、聂荣臻、叶剑英、程潜、张治中、傅作义、龙云（1958年2月1日罢免）。
  - 委員：于学忠、王世泰、王宏坤、王秉璋、王新亭、王震、王树声、宋任穷、宋时轮、吕正操、李先念、李明扬、李明灏、林遵、周士第、周保中、周纯全、阿沛·阿旺晋美、洪学智、唐生智、唐亮、徐海东、孙蔚如、许世友、许光达、韦国清、乌兰夫、马鸿宾、高树勋、张宗逊、张国华、张云逸、张爱萍、张达志、陈士榘、陈再道、陈奇涵、陈明仁、陈绍宽、陈赓、陈锡联、陶峙岳、鹿鐘麟、彭绍辉、曾泽生、粟裕、贺炳炎、冯白驹、黄永胜、黄克诚、黄琪翔（1958年2月1日罢免）、杨成武、杨勇、杨得志、董其武、叶飞、万毅、廖汉生、裴昌会、赵尔陆、刘文辉、刘亚楼、刘善本、刘斐、邓兆祥、邓华、邓锡侯、邓宝珊、滕代远、蔡廷锴、郑洞国、卢汉、萧克、萧劲光、阎红彦、赛福鼎、韩先楚、韩练成、罗瑞卿、谭政、苏振华[30]。

中华人民共和国第二届国防委员会（1959年－1965年） 
  - 主席：劉少奇
  - 副主席：彭德怀、林彪、刘伯承、贺龙、陈毅、邓小平、罗荣桓、徐向前、聂荣臻、叶剑英、程潜、张治中、傅作义、卫立煌、蔡廷锴（1962年4月16日任命）
  - 委員：于学忠、万毅、韦国清、王平、王世泰、王宏坤、王秉璋、王树声、王建安、王新亭、王震、邓兆祥、邓华、邓宝珊、邓锡侯、孔从周、卢汉、叶飞、刘文辉、刘亚楼、刘善本、刘斐、孙蔚如、宋任穷、宋时轮、苏振华、李天佑、李达、李先念、李明扬、李明灏、李聚奎、陈士榘、陈再道、陈伯钧、陈奇涵、陈明仁、陈绍宽、陈铁、陈赓、陈锡联、吕正操、郑洞国、林维先、林遵、张云逸、张达志、张宗逊、张国华、张爱萍、阿沛·阿旺晋美、罗瑞卿、周士第、周保中、周纯全、洪学智、赵尔陆、赵寿山、侯镜如、高树勋、唐生智、唐亮、马鸿宾、桑颇·才旺仁增、乌兰夫、徐海东、许世友、许光达、郭天民、鹿鐘麟、萧克、萧劲光、陶峙岳、冯白驹、曾泽生、彭绍辉、粟裕、覃异之、贺炳炎、黄永胜、黄正清、黄克诚、傅秋涛、傅鍾、杨至成、杨成武、杨勇、杨得志、董其武、詹才芳、廖汉生、裴昌会、蔡廷锴、滕代远、赖传珠、阎红彦、赛福鼎、韩先楚、韩练成、谭政[31]

中华人民共和国第三屆国防委员会（1965年－1975年）
  - 主席：劉少奇（至1968年10月被“撤销党内外一切职务”）
  - 副主席：林彪、刘伯承、贺龙、陈毅、邓小平、徐向前、聂荣臻、叶剑英、罗瑞卿、程潜、张治中、傅作义、蔡廷锴
  - 委員：方強、王平、王世泰、王宏坤、王诤、王秉璋、王建安、王树声、王恩茂、王新亭、王震、韦国清、乌兰夫、邓兆祥、邓宝珊、孔从周、卢汉、叶飞、刘文辉、刘兴元、刘亚楼、刘志坚、刘培善、刘善本、刘斐、许世友、许光达、吕正操、孙大光、孙志远、孙蔚如、宋任穷、宋时轮、苏振华、李天佑、李达、李成芳、李先念、李寿轩、李作鹏、李明扬、李明灏、李涛、李聚奎、杨成武、杨至成、杨勇、杨得志、吴克华、吴法宪、邱会作、邱创成、张云逸、张达志、张宗逊、张国华、张爱萍、阿沛·阿旺晋美、陈士榘、陈再道、陈伯钧、陈奇涵、陈明仁、陈绍宽、陈铁、陈锡联、郑洞国、林维先、林遵、周士第、周纯全、赵尔陆、赵寿山、侯镜如、高树勋、郭天民、唐生智、唐亮、秦基伟、徐海东、桑颇·才旺仁增、陶峙岳、鹿鐘麟、阎红彦、萧华、萧克、萧劲光、萧望东、崔田民、曾泽生、谢富治、彭绍辉、黄永胜、黄新廷、董其武、韩先楚、粟裕、覃异之、程子华、傅秋涛、傅鍾、赖传珠、詹才芳、赛福鼎、廖汉生、裴昌会、滕代远[32]。

中国共产党第十届中央委员会主席（1975年－1977年）[註 2]
  - 主席：毛泽东（1976年10月逝世，递补主席：华国锋）

中国共产党第十一届中央委员会主席（1977年－1982年）
  - 主席：华国锋（1981年6月辞职，补选主席：胡耀邦）

中华人民共和国第六届中央军事委员会（1983年－1988年）
  - 主席：邓小平
  - 副主席：叶剑英（－至1985年9月）、徐向前、聂荣臻、杨尚昆
  - 委员：余秋里、杨得志、张爱萍、洪学智[33]

中华人民共和国第七届中央军事委员会（1988年－1993年）
  - 主席：邓小平（至1990年3月辞去主席职务，递补主席：江泽民）
  - 副主席：赵紫阳（－至1989年6月）、杨尚昆、刘华清（1990年4月补任）
  - 委员：洪学智（－至1990年4月）、刘华清（－至1990年4月）、秦基伟、迟浩田、杨白冰、赵南起

中华人民共和国第八届中央军事委员会（1993年－1998年）
  - 主席：江泽民
  - 副主席：刘华清、张震、迟浩田（补选，自1995年12月－）、张万年（补选，自1995年12月－）
  - 委员：迟浩田（－至1995年12月，升任副主席）、张万年（－至1995年12月，升任副主席）、于永波、傅全有、王克（补选，自1995年12月－）、王瑞林（补选，自1995年12月－）

中华人民共和国第九届中央军事委员会（1998年－2003年）
  - 主席：江泽民
  - 副主席：迟浩田、张万年、胡锦涛（递补，自1999年10月－）
  - 委员：于永波、傅全有、王克、王瑞林、曹刚川（补选，自1998年11月－）、郭伯雄（补选，自1999年10月－）、徐才厚（补选，自1999年10月－）

中华人民共和国第十届中央军事委员会（2003年－2008年）
  - 主席：江泽民（2005年3月卸任，接任主席：胡锦涛）
  - 副主席：胡锦涛（－至2005年3月，升任主席）、曹刚川、郭伯雄、徐才厚（递补，自2005年3月－）
  - 委员：徐才厚（－至2005年3月，升任副主席）、梁光烈、廖锡龙、李继耐、陈炳德（补选，自2005年3月－）、乔清晨（补选，自2005年3月－）、张定发（补选，自2005年3月－）、靖志远（补选，自2005年3月－）

中华人民共和国第十一届中央军事委员会（2008年－2013年）
  - 主席：胡锦涛
  - 副主席：郭伯雄、徐才厚、习近平（递补，2010年3月－2013年3月）
  - 委员：梁光烈、陈炳德、李继耐、廖锡龙、常万全、靖志远、吴胜利、许其亮

中华人民共和国第十二届中央军事委员会（2013年－2018年）
  - 主席：习近平
  - 副主席：范长龙、许其亮
  - 委员：常万全、房峰辉（至2018年1月）、张　阳（至2017年）、赵克石、张又侠、魏凤和、吴胜利、马晓天

中华人民共和国第十三届中央军事委员会（2018年－2023年）
  - 主席：习近平
  - 副主席：许其亮、张又侠
  - 委员：魏凤和、李作成、苗华、张升民

中华人民共和国第十四届中央军事委员会（2023年－）
  - 主席：习近平
  - 副主席：张又侠、何卫东
  - 委员：李尚福（至2023年10月）、刘振立、苗华（至2025年6月）、张升民

## 规章制度

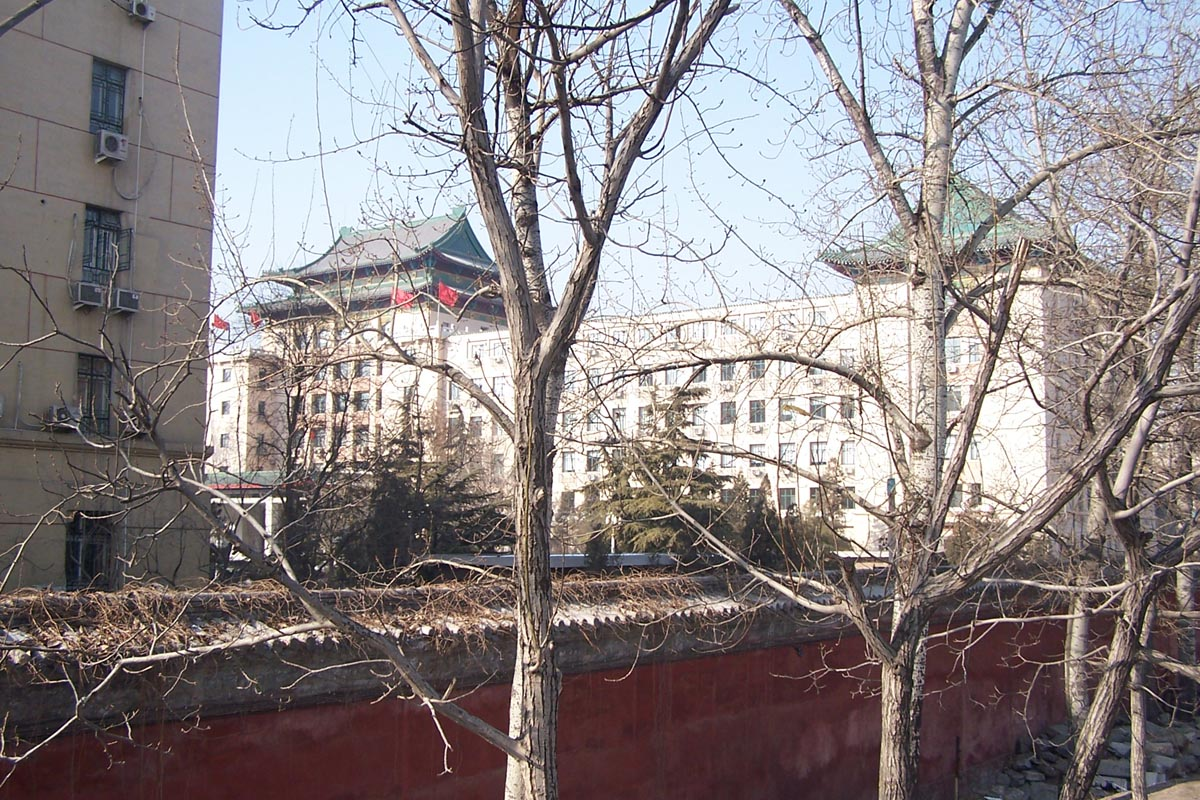
景山前街“三座门”原军委大院，摄自北海公园

中华人民共和国中央军事委员会与中国共产党中央军事委员会实际上是「一个机构两块牌子」，不是「合署办公」。二者统称“中国共产党和中华人民共和国中央军事委员会”。对武装力量发布命令时一般以“中华人民共和国中央军事委员会”名义发布。同时，国务院领导和管理国防建设事业。国务院下设国防部，主管除国防工业生产外的国防建设，国防部的工作实际上也在中央军委直接领导下开展。此外，中华人民共和国中央军事委员会与中华人民共和国主席也没有直接关系，国家主席职务本身并不领导军队。
现行宪法下的国家武装力量由“军、警、民”三支力量构成：中国人民解放军（包括现役部队和预备役部队）、中国人民武装警察部队、中国民兵。

### 领导制度
根据《宪法》，“中华人民共和国国家的武装力量属于人民”
历部宪法都对中华人民共和国武装力量的统率者做出了规定，然《1975年－1982年宪法》虽明文确定国家最高统帅为中国共产党中央委员会主席，却无设置国家最高军事机构的准确条文。1949年《中国人民政治协商会议共同纲领》规定：中央人民政府人民革命军事委员会统率军队。《1954年宪法》规定：中华人民共和国主席统率全国武装力量，及兼任国防委员会主席。《1975年宪法》规定：中国共产党中央委员会主席统率全国武装力量。《1978年宪法》规定：中国共产党中央委员会主席统率中华人民共和国武装力量。
现行《中华人民共和国宪法》第九十三条规定：“中华人民共和国中央军事委员会领导全国武装力量。”《中华人民共和国兵役法》第四条规定：“中华人民共和国的武装力量，由中国人民解放军、中国人民武装警察部队和民兵组成。《国防法》第十九条规定：“中华人民共和国的武装力量受中国共产党领导。武装力量中的中国共产党组织依照中国共产党章程进行活动。”《中国共产党章程》第22条载明，“党的中央军事委员会组成人员由中央委员会决定。”第23条规定，“中国人民解放军的党组织，根据中央委员会的指示进行工作……军队中党的组织体制和机构，由中央军事委员会作出规定。”
1982年宪法规定，国家中央军事委员会实行主席负责制。国家中央军事委员会主席由全国人民代表大会选举产生，对全国人民代表大会及其常务委员会负责。:62、94但连任次数没有憲法或法律限制。国家中央军事委员会其他组成人员的人选由全国人民代表大会（在全国人民代表大会闭会期间，由全国人民代表大会常务委员会）根据国家中央军事委员会主席的提名决定。:62、67国家中央军事委员会每届任期同全国人民代表大会每届任期相同。:93同时，全国人民代表大会有权罢免国家中央军事委员会主席和国家中央军事委员会其他组成人员。:62全国人民代表大会常务委员会监督国家中央军事委员会的工作。:67
中华人民共和国中央军事委员会自1982年成立后，中共中央军委主席、国家中央军委主席长期由邓小平担任，与中国共产党中央委员会总书记、中华人民共和国主席并不相互兼任，形成了分权的局面。直到1993年，江泽民才成为首位同时兼任这四个职务的领导人，此后形成了最高领导人同时兼任这四个职务的惯例。根据以往惯例，除中共中央和全国人大换届调整之间的间隙期，中共中央军委和国家中央军委的人员配置均相同。国家军委主席、副主席、委员均为中国共产党中央军事委员会主席、副主席、委员。

### 办公地点

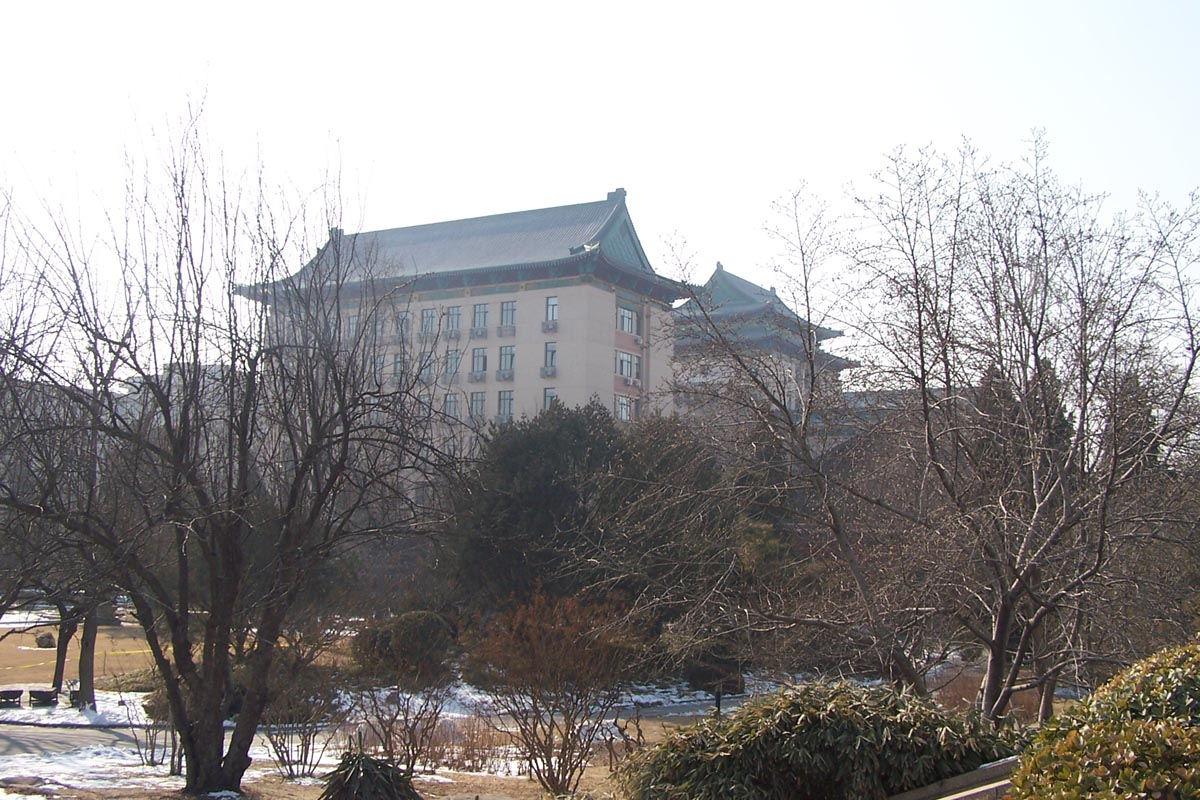
景山前街“三座门”原军委大院，现中央军委办公厅三座门接待处

中华人民共和国成立初期，在北京市西城区弘仁寺（俗称旃檀寺）一带建立中华人民共和国国防部大院，当时的三总部即总参谋部、总政治部、总后勤部皆在院内拥有办公楼，合署办公。旃檀寺后改名为爱民街，但国防部大院地址仍长期写作“北京市西城区旃檀寺1号”或“北京市西城区旃坛寺1号”。后总后勤部迁出该院，总参谋部、总政治部也在别处另有大院。国防科工委和后来改组的总装备部也在院内办公。深化国防和军队改革以后，该院称“中央军委部队大院”，地址写作“北京市西城区爱民街1号”，中央军委联合参谋部、中央军委政治工作部、中央军委装备发展部等部门仍在该院合署办公。虽然此三部门的部分内设局及直属单位不在该院，但部机关及主要部门（如中央军委联合参谋部办公厅、政治工作局，中央军委政治工作部组织局、宣传局，中央军委装备发展部办公厅、政治工作局）皆在院内。
在军队总部制时期，中央军委日常机关即中央军委办公厅。原来的中央军委办公厅大院在北京市西城区北海公园东侧的景山前街20号（俗称“三座门”——附近的大高玄殿原有三座牌楼），现为“中央军委办公厅三座门接待处”，其礼堂的门厅现为中央军委办公厅文化活动中心“三座门艺术馆”。
此外，中央军委在北京西山和玉泉山也有办公地和别墅区。同时，北京市海淀区复兴路中国人民革命军事博物馆旁的八一大楼是中国军方举办军事外交会议、欢迎外国军方领导人仪式、高级将领晋升授衔仪式等一些外事接待活动及礼仪活动的场所。

## 在世前中央军委委员
截至2025年8月，在世前中央军委委员有22位，分別是：
| 姓名   | 任期                         | 出生日期与年龄       | 备注                                                       |
| ------ | ---------------------------- | -------------------- | ---------------------------------------------------------- |
| 迟浩田 | 第十四届、第十五届           | 1929年7月9日         | 原中央政治局委员、中央军委副主席                           |
| 傅全有 | 第十四届、第十五届           | 1930年11月（94歲）   | 原中央军委委员、总参谋长                                   |
| 王克   | 第十四届、第十五届           | 1931年8月（93—94歲） | 原中央军委委员、总后勤部部长                               |
| 于永波 | 第十四届、第十五届           | 1931年9月（93歲）    | 原中央军委委员、总政治部主任                               |
| 曹刚川 | 第十五届、第十六届           | 1935年12月（89歲）   | 原中央政治局委员、中央军委副主席                           |
| 乔清晨 | 第十六届                     | 1939年10月（85歲）   | 原中央军委委员、空军司令员                                 |
| 廖锡龙 | 第十六届、第十七届           | 1940年6月（85歲）    | 原中央军委委员、总后勤部部长                               |
| 陈炳德 | 第十六届、第十七届           | 1941年7月（84歲）    | 原中央军委委员、总参谋长                                   |
| 李继耐 | 第十六届、第十七届           | 1942年7月（83歲）    | 原中央军委委员、总政治部主任                               |
| 郭伯雄 | 第十五届、第十六届、第十七届 | 1942年7月（83歲）    | 原中央政治局委员、中央军委副主席、2015年7月30日被开除党籍  |
| 胡锦涛 | 第十五届、第十六届、第十七届 | 1942年12月21日       | 原中共中央总书记、国家主席、中央军委主席                   |
| 靖志远 | 第十六届、第十七届           | 1944年12月（80歲）   | 原中央军委委员、第二炮兵部队司令员                         |
| 范长龙 | 第十七届、第十八届           | 1945年7月（80歲）    | 原中央政治局委员、中央军委副主席                           |
| 吴胜利 | 第十七届、第十八届           | 1945年8月（79—80歲） | 原中央军委委员、海军司令员                                 |
| 赵克石 | 第十八届                     | 1947年11月（77歲）   | 原中央军委委员、后勤保障部部长                             |
| 常万全 | 第十七届、第十八届           | 1949年1月（76歲）    | 原中央军委委员、国防部长                                   |
| 马晓天 | 第十八届                     | 1949年8月（75—76歲） | 原中央军委委员、空军司令员                                 |
| 房峰辉 | 第十八届                     | 1951年4月（74歲）    | 原中央军委委员、联合参谋部参谋长，2018年10月16日被开除党籍 |
| 李作成 | 第十九届                     | 1953年10月（71歲）   | 原中央军委委员、联合参谋部参谋长                           |
| 魏凤和 | 第十八届、第十九届           | 1954年2月（71歲）    | 原中央军委委员、国防部长，2024年6月27日被开除党籍          |
| 苗华   | 第十九届、第二十届           | 1955年11月（69歲）   | 原中央军委委员、政治工作部主任                             |
| 李尚福 | 第二十届                     | 1958年2月（67歲）    | 原中央军委委员、国防部长，2024年6月27日被开除党籍          |

最近一位去世的前中央军委委员是许其亮上将，于2025年6月2日去世，享年75岁。